# Secret City Records
Pour les articles homonymes, voir Secret City.
Secret City Records est un label discographique indépendant canadien de rock indépendant, basé à Montréal, au Québec.

## Histoire
Basé à Montréal, dans la province de Québec, il est fondé en 2006 par Justin West et Andrew Rose, tout d'abord en tant que sous-label de Justin Time Records (en). À l'origine, le label est fondé pour lancer l'album Close to Paradise du groupe Patrick Watson. L'excellent accueil critique et la reconnaissance internationale de ce groupe de rock indépendant permet à Secret City Records de se faire remarquer et de s'imposer dans l'industrie musicale canadienne. Secret City Records ne devient un label à part entière qu'à partir de 2008.

## Groupes et artistes
Secret City Records distribue une vingtaine de groupes et artistes dont : Patrick Watson, Miracle Fortress, Plants and Animals, Diamond Rings, Basia Bulat, Thus Owls, Daniel Isaiah, The Barr Brothers, Suuns, Suuns and Jerusalem in my Heart, Emilie and Ogden, Owen Pallett, Jess Mac Cormack, Daniel Bélanger, Bibi Club, Plastikman et Chilly Gonzales, Gus Englehorn, Klô Pelgag, Braids, Rosie Valland, Antoine Corriveau, Shad, Richard Reed Parry, Alexandra Stréliski, Wilsen, et Leif Vollebekk. Le label a également été le distributeur canadien des albums de The Go! Team.

## Distinctions
Plusieurs albums d'artistes distribués par Secret City Records ont été sélectionnés pour des prix musicaux. C'est notamment le cas de Close to Paradise de Patrick Watson qui a remporté le Prix de musique Polaris en 2007,,,. La même année, Five Roses de Miracle Fortress est nommée. En 2008, c'est Heart of My Own de Basia Bulat et Parc Avenue de Plants et Animals qui sont nommés pour le Prix Polaris.
Wooden Arms, Adventures In Your Own Backyard et Love Songs for Robots, trois albums de Patrick Watson, ont par la suite aussi été nommés au Prix Polaris respectivement en 2009, 2012 et 2015,,. L'album Wave, quant à lui, toujours du groupe de Watson, a été nommé au Prix Juno 2020.